# 钱赞企
钱赞企（1988年8月24日—）是星际争霸2的职业选手，人称NO总，外号：蟑螂。

## 职业生涯
- 2011年，开启星际争霸2的职业生涯。
- 2011年11月7日加入星际争霸2 Dream战队，和F91，Top，LoveTt，Loup成为队友。
- 2012年6月1日 离开Dream，加入Phoenix战队，队友是F91, Top, LoveTt, Loup[2]。
- 2012年12月27日 离开Phoenix，加入Zenith of Origin (缩写 ZOO)，同TooDming, Gemini, LoveTt, Loup, TIME, Cyan, How ,Sakya 成为队友[3][4][5][6]。
- 2014末，加入neotv，成为风暴英雄解说[7][8]。
- 2015年10月，和斗鱼签约，成为斗鱼风暴英雄区常驻主播。
- 2019年3月4日，不再常驻斗鱼风暴区，转为主机区常驻主播[9]。

## 获得的奖项[10]
- 2013 WCG 海口赛区冠军
- 2013 NSL季军
- 2013-14 SOC冬季赛亚军
- 2014 WCG 南京赛区冠军